# Индепенденс-холл
Индепенденс-холл (англ. Independence Hall, букв. Зал Независимости) — здание на площади Независимости в Филадельфии, штат Пенсильвания, США, известное как место, в котором в 1776 году обсуждали и приняли Декларацию независимости; место подписания Конституции США. Сооружение является центральным элементом Национального исторического парка Независимости. В 1966 году Индепенденс-холл внесён в Национальный реестр исторических мест, а в 1979 году — в список всемирного наследия ЮНЕСКО.
Строительство здания было завершено в 1753 году и функционировало в качестве капитолия Пенсильвании. С 1775 по 1783 года здание использовалось как место сбора Второго Континентального конгресса. 21 июня 1788 года здесь состоялся Филадельфийский конвент, по итогам которого была подписана Конституция США.
Съезд, состоявшийся в Индепенденс-холле в 1915 году под председательством бывшего президента США Уильяма Говарда Тафта, ознаменовал официальное объявление о создании Лиги по обеспечению мира, которая привела к созданию Лиги Наций в 1920 году и Организации Объединённых Наций в 1945 году четверть века спустя.

## Подготовка к строительству
Весной 1729 года появились предложения по строительству капитолия в Филадельфии; на реализацию проекта было выделено 2000 фунтов стерлингов. Специально созданному комитету, в состав которого входили Томас Лоуренс, Джон Кирсли и Эндрю Гамильтон, было поручено выбрать площадку для возведения здания и заключить контракт с компанией на его строительство. Гамильтон и его будущий зять Уильям Аллен, который позже стал главным судьей провинции Пенсильвания, стали доверенными лицами и получили разрешение на приобретение земельного участка на Честнат-стрит.
В 1732 году Гамильтон приобрел права на участок у землемера Дэвида Пауэлла. Между тем, Кирсли и Гамильтон имели различные точки зрения по ряду вопросов, касающихся возведения капитолия. У Кирсли, который проектировал Крайст-Черч и церковь Святого Петра, как и у Гамильтона, были различные видения дизайна самого здания. Они также разошлись во мнениях относительно места расположения будущего капитолия; Кирсли добивался, чтобы оно было построено на Хай-стрит, которая является современной Маркет-стрит, а Гамильтон отдавал предпочтение Честнат-стрит.
Разногласия обострились до такой степени, что потребовался арбитраж. 8 августа 1733 года Гамильтон вынес этот вопрос на рассмотрение провинциальной ассамблеи. 14 августа ассамблея приняла решение в пользу Гамильтона, предоставив ему полноту решений по проекту. Вскоре после этого была подготовлена площадка для строительства капитолия.

## Структура
Спроектированное в георгианском стиле Эдмундом Вулли и Андрю Хемильтоном, здание было построено Вулли в период с 1732 по 1753 года. Изначально здание предназначалось для правительства Пенсильвании.
Индепенденс-холл построен из красного кирпича. Наивысшая точка здания возвышается на 41 метр над землёй. К зданию примыкают ещё 2 постройки: старое здание городского совета с востока и Конгресс-холл с запада.
За свою историю здание несколько раз реконструировалось. В 1830 году перестроено в духе позднего классицизма (неогреческий стиль) по проекту Дж. Хэвиленда. В 1950 году силами комитета ведомства национальных парков зданию вернули его прежний исторический вид образца 1776 года.

### Колокол Свободы
Колокольня Индепенденс-холла была местом, где изначально располагался Колокол Свободы. В настоящее время на колокольне находится Вековой колокол (англ. Centennial Bell), созданный в 1876 году на столетие объявления независимости. Колокол Свободы выставляется на публику в одном из соседних павильонов.
В 1976 году королева Великобритании Елизавета Вторая, будучи с визитом в Филадельфии, преподнесла в качестве подарка американскому народу реплику Векового колокола, изготовленную тем же самым заводом, что и оригинальный колокол. Сейчас он установлен на колокольне недалеко от Индепенденс-холла.

## Исторические события

### Работа Второго Континентального конгресса и Декларация Независимости
В период 1775 по 1783 года здание Индепенденс-холла являлось основным местом сбора Второго Континентального конгресса, собранного из представителей каждой из тринадцати колоний. Декларация Независимости была утверждена здесь 4 июля 1776 года, а затем зачитана публике на площади, которая известна сейчас как площадь Независимости. Этот документ объединил колонии Северной Америки и провозгласил их независимости от Великобритании. Это событие празднуется 4 июля как День Независимости.
14 июня 1775 года в Индепенденс-холле делегаты Континентального конгресса выбрали Джорджа Вашингтона командующим Континентальной армией. 26 июля Бенджамин Франклин был избран Генеральным почтмейстером США.

### Подписание Конституции США
Конституция США была подписана представителями делегаций 11 штатов и единственным оставшимся представителем делегации штата Нью-Йорк Александром Гамильтоном. Тринадцатый штат Род-Айленд принял решение не отправлять делегатов на съезд. Джордж Вашингтон был назначен председателем дебатов, проходивших с мая по сентябрь 1787 года. Несмотря на то, что его мнение имело огромный вес, Вашингтон внес лишь незначительный вклад в дискуссию относительно Конституции США. Хотя летом 1787 года стояла невероятная жара, все окна Индепенденс Холл были закрыты, чтобы никто не смог подслушать обсуждения конституции.

Проект конституции, включающий в себя преамбулу и семь статей, был представлен всем тринадцати штатам. Документ вступал в силу после её ратификации представителями 9 штатов. 21 июня 1788 года Нью-Гемпшир стал девятым штатом, одобрившим текст конституции. После ратификации, конституция вступила в силу 4 марта 1789 года.

## Прочее
Здание Индепенденс-холла хорошо известно во всём мире — с 1928 года оно изображается на реверсе купюры в сто долларов США.